# Frühlingserwachen (1923)
Frühlingserwachen ist ein 1923 in Deutschland entstandener, österreichischer Stummfilm des Ehepaars Jakob Fleck und Luise Fleck nach dem gleichnamigen Drama (1891) von Frank Wedekind.

## Handlung
Moritz Stiefel ist zwar sehr fleißig, doch trotz allem ein schlechter Schüler. Seinem Mitschüler Melchior Gabor fällt hingegen alles leicht. Beide stehen in Konkurrenz zu der gleichaltrigen Wendla Bergmann. Moritzens Furcht vor dem strengen Vater, der mehr Anstrengung und bessere Noten von seinem Sohn fordert, treibt Moritz Stiefel in den Selbstmord. Zwischen Melchior und Wendla entspinnt sich indessen eine Liebesaffäre, und bald ist sie von dem Jungen, dem scheinbar alles zu gelingen scheint, schwanger. Dadurch in große Nöte getrieben, begibt sich Wendla zu einer Engelmacherin. Bei der folgenden, gefährlichen Abtreibung stirbt sie.

## Produktionsnotizen
Obwohl eine österreichische Produktion, entstand Frühlingserwachen im Frühjahr 1923 in Berlin. Der Film passierte am 28. Mai 1923 die deutsche Zensur, die Uraufführung erfolgte am 31. August 1923 im Berliner Alhambra-Kino. Im Januar des darauf folgenden Jahres war Frühlingserwachen auch in Wiener Kinos zu sehen. Der Film war 2070 Meter lang, verteilt auf fünf Akte. Ein Jugendverbot wurde erteilt. 
Die Bauten entwarf Julian Ballenstedt.

## Kritik
Wiens Neue Freie Presse schrieb 1924: „Der Film … ist technisch recht nett. Auch die Regie kann sich sehen lassen. Die Darstellung ist fast durchwegs sehr gut. Frieda Richard zum Beispiel ist als Mutter der kleinen Wendla prachtvoll. Auch Hertha Müllers Wendla ist eine ansehnliche Leistung …“